# Тундра центральних районів Антарктичного півострова
Тундра центральних районів Антарктичного півострова — антарктичний екорегіон тундри, розташований на Антарктичному півострові.

## Географія
Екорегіон тундри центральних районів Антарктичного півострова охоплює вільні від постійного льоду ділянки на півночі Землі Палмера в центральній частині Антарктичного півострова, а також на Землі Олександра I, найбільшому острові Антарктики, розташованому у морі Беллінсгаузена на захід від Антарктичного півострова, та на деяких інших островах, таких як острів Шарко.
Три чверті території екорегіону розташовані на висоті від 500 до 1200 м над рівнем моря, його середня висота становить трохи більше 900 м над рівнем моря, а деякі його найвищі вершини підіймаються на висоту до 3000 м над рівнем моря. Більша частина вільних від льоду ділянок у північній частині Землі Палмера знаходяться в гірських районах, зокрема в горах Баттербі, що простягаються вздовж східного берега протоки Георга VI, яка відділяє Землю Олександра I від решти Антарктиди, в горах Дуглас, що простягаються уздовж східного берега острова на протилежному березі протоки, та у північній частині гір Вічності. Вони являють собою нунатаки — поодинокі скелясті виступи, що підіймаються над поверхнею льодовика.
Більша частина Антарктичного півострова вкрита льодовиками, як і майже 98 % всієї Антарктиди. Антарктичний льодовиковий щит спускається до узбережжя, де переходить у шельфові льодовики. Так, шельфовий льодовик Георга VI повністю займає протоку Георга VI, розташовану на захід від Антарктичного півострова, тоді як західну частину моря Ведделла, розташованого на схід від Антарктичного півострова, займає шельфовий льодовик Ларсена. Протоку Вілкінса, розташовану між Землею Олександра I та островом Шарко також займає великий шельфовий льодовик. Взимку площа морського льоду у морях Беллінсгаузена і Ведделла збільшується у п'ять разів, різко відсуваючи кордон відкритого океану від суходолу.
На Антарктичний півострів та Землю Олександра I претендують Велика Британія як на частину Британської Антарктичної Території, Аргентина як на частину Аргентинської Антарктиди, та Чилі як на частину Чилійської Антарктичної Території, однак згідно Договору про Антарктику територіальні претензії на них заморожені до 2048 року.

## Клімат
В межах екорегіону переважає дуже холодний клімат льодовикової шапки (EF за класифікацією кліматів Кеппена). Завдяки відносно великій висоті над рівнем моря середньорічна температура тут становить близько -16 °C, а влітку температура підіймається вище 0 °C лише на кілька тижнів. На відміну від прибережних районів, тут не дмуть сильні вітри: середня швидкість вітру в регіоні становить менше 10 м/с. Територія екорегіону лежить на південь від Південного полярного кола. Влітку тут триває полярний день, а взимку — полярні сутінки.

## Флора і фауна
В межах екорегіону зареєстровано 34 види безхребетних тварин, 170 видів лишайників та 75 видів рослин. Подібно до інших екорегіонів Антарктичного півострова, серед рослин переважають мохи, яких тут зустрічається понад 50 видів, тоді як серед безхребетних переважають нематоди, колемболи та кліщі. Хребетні тварини в екорегіоні рідкісні. Тут розташовані дві гніздові колонії пінгвінів Аделі (Pygoscelis adeliae), загальна чисельність популяції яких становить менше 100 пар. Також в екорегіоні зустрічаються імператорські пінгвіни (Aptenodytes forsteri), пінгвіни-шкіпери (Pygoscelis papua), антарктичні буревісники (Thalassoica antarctica), білі буревісники (Pagodroma nivea) та антарктичні поморники (Stercorarius maccormicki). На узбережжях морів Ведделла та Белінсгаузена зустрічаються тюлені-крабоїди (Lobodon carcinophaga), тюлені Росса (Ommatophoca rossii), тюлені Ведделла (Leptonychotes weddellii) та морські леопарди (Hydrurga leptonyx). Ці ластоногі більшу частину часу проводять серед пакових льодів антарктичного шельфу, однак іноді виповзають на пляжі.

## Збереження
Територія екорегіону перебуває під захистом Протоколу про охорону навколишнього середовища згідно Договору про Антарктику. В межах регіону розташовані дві особливі антарктичні природоохоронні території — долина Аблейшн та висоти Ганнімед, розташовані на східній стороні Землі Олександра I (ASPA-147), та група нунатаків Маріон, розташовані уздовж північного узбережжя острова Шарко (ASPA-170). Ці території охоплюють менше 2 % від загальної площі екорегіону та охороняють 65 % видів регіону та 12 % усіх видів, зареєстрованих в Антарктиці.
У долині Аблейшн та на висотах Ганнімед спостерігається найбільше різноманіття мохів на цій широті Антарктиди — 21 вид, для деяких з яких ця місцевість є найпівденнішою межею поширення. Іншою особливістю цієї території є наземні мохи, які виживають у озерах і ставках на глибині до 9 м. Це одна з найбільших ділянок на Землі Олександра I, вкрита рослинністю. Серед нунатаків Маріон зустрічаються два ендемічні види лишайників. не зареєстрованих в інших частинах Антарктиди, а також три рідкісні види мохів, які рідко зустрічаються на південь від Південного полярного кола.
Люди дуже рідко відвідують цей екорегіон. У 2012-2013 роках лише дев'ять туристів відвідали цю територію, а у 2014-2015 роках мис Роман-Пойнт на Землі Олександра I відвідали шість туристів. Єдиною інфраструктурою в регіоні, яка підтримує наукову діяльність, є сезонний британський табір Фоссіл-Блафф.